# Stati federati del Messico

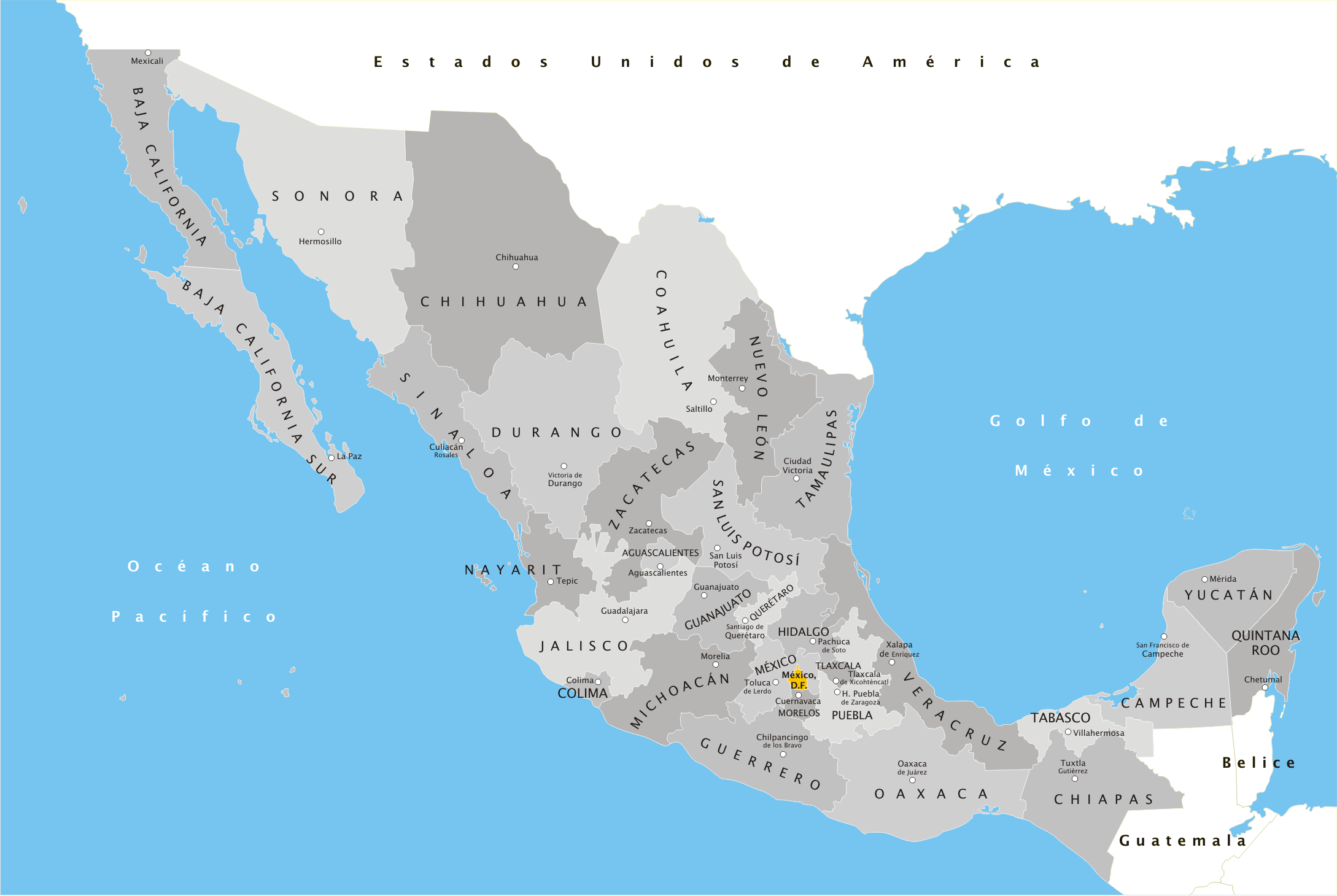
Stati federati del Messico

Gli Stati federati del Messico sono la suddivisione territoriale di primo livello del Paese. Questi Stati federati sono in tutto 31.

## Organizzazione
Ogni Stato è libero e sovrano e indipendente dagli altri, ha un proprio congresso e una propria costituzione (con l'eccezione di Città del Messico), che non deve contrastare con la costituzione federale, anche se quest'ultima abbraccia temi di competenza nazionale. Gli Stati non possono realizzare alleanze tra di essi né con Stati indipendenti se non con il consenso di tutta la Federazione, salvo quegli accordi di difesa e protezione che gli Stati di frontiera stipulino in caso di una invasione.
Il Distrito Federal è un territorio che non appartiene a nessuno Stato ma a tutta la federazione ugualmente e della quale è la capitale, sede dei poteri di governo.
L'organizzazione politica di ogni Stato si basa sulla separazione dei poteri in un sistema presidenziale:
- il potere legislativo è esercitato da un parlamento bicamerale;
- il potere esecutivo è esercitato da un governatore, eletto a suffragio universale, e dal suo gabinetto;
- il potere giudiziario è esercitato da un Tribunale Superiore di Giustizia (Tribunal Superior de Justícia).

Ogni Stato ha un proprio codice civile, penale e una propria magistratura.
Nel parlamento federale (Congreso de la Unión) - composto da Camera dei deputati e dal Senato della Repubblica - i 31 Stati e Città del Messico sono rappresentati da tre senatori, due eletti a suffragio universale in base al principio della maggioranza relativa e l'altro assegnato al primo partito perdente. I deputati, invece, rappresentano il popolo.

## Lista
| Localizzazione | Bandiera | Stato                    | Capitale                   | Popolazione (2010) | Superficie (km²) | Adesione (anno) |
| -------------- | -------- | ------------------------ | -------------------------- | ------------------ | ---------------- | --------------- |
|                |          | Aguascalientes           | Aguascalientes             | 1 184 996          | 5 618            | 1857            |
|                |          | Bassa California         | Mexicali                   | 3 155 070          | 71 446           | 1952            |
|                |          | Bassa California del Sud | La Paz                     | 637 026            | 73 922           | 1974            |
|                |          | Campeche                 | San Francisco de Campeche  | 822 441            | 57 924           | 1863            |
|                |          | Chiapas                  | Tuxtla Gutiérrez           | 4 796 580          | 73 289           | 1824            |
|                |          | Chihuahua                | Chihuahua                  | 3 406 465          | 247 455          | 1824            |
|                |          | Coahuila                 | Saltillo                   | 2 748 391          | 151 563          | 1824            |
|                |          | Colima                   | Colima                     | 650 555            | 5 625            | 1856            |
|                |          | Durango                  | Victoria de Durango        | 1 632 934          | 123 451          | 1824            |
|                |          | Guanajuato               | Guanajuato                 | 5 486 372          | 30 608           | 1823            |
|                |          | Guerrero                 | Chilpancingo de los Bravo  | 3 388 768          | 63 621           | 1869            |
|                |          | Hidalgo                  | Pachuca                    | 2 665 018          | 20 846           | 1823            |
|                |          | Jalisco                  | Guadalajara                | 7 350 682          | 78 599           | 1823            |
|                |          | Messico                  | Toluca de Lerdo            | 15 175 862         | 22 357           | 1823            |
|                |          | Michoacán                | Morelia                    | 4 351 037          | 58 643           | 1823            |
|                |          | Morelos                  | Cuernavaca                 | 1 777 227          | 4 893            | 1869            |
|                |          | Nayarit                  | Tepic                      | 1 084 979          | 27 815           | 1917            |
|                |          | Nuevo León               | Monterrey                  | 4 653 458          | 64 220           | 1824            |
|                |          | Oaxaca                   | Oaxaca de Juárez           | 3 801 962          | 93 793           | 1823            |
|                |          | Puebla                   | Heroica Puebla de Zaragoza | 5 779 829          | 34 290           | 1823            |
|                |          | Querétaro                | Santiago de Querétaro      | 1 827 937          | 11 684           | 1823            |
|                |          | Quintana Roo             | Chetumal                   | 1 325 578          | 42 361           | 1974            |
|                |          | San Luis Potosí          | San Luis Potosí            | 2 585 518          | 60 983           | 1923            |
|                |          | Sinaloa                  | Culiacán                   | 2 767 761          | 57 377           | 1830            |
|                |          | Sonora                   | Hermosillo                 | 2 662 480          | 179 503          | 1824            |
|                |          | Tabasco                  | Villahermosa               | 2 238 603          | 24 738           | 1824            |
|                |          | Tamaulipas               | Ciudad Victoria            | 3 268 554          | 80 175           | 1824            |
|                |          | Tlaxcala                 | Tlaxcala de Xicohténcatl   | 1 169 936          | 3 991            | 1856            |
|                |          | Veracruz                 | Xalapa-Enríquez            | 7 643 194          | 71 820           | 1823            |
|                |          | Yucatán                  | Mérida                     | 1 955 577          | 39 612           | 1823            |
|                |          | Zacatecas                | Zacatecas                  | 1 490 668          | 75 539           | 1823            |